# 粗毛黄精
粗毛黄精（学名：Polygonatum hirtellum）是百合科黄精属的植物，是中国的特有植物。分布在中国大陆的四川、甘肃等地，生长于海拔1,000米至2,900米的地区，见于林下及阳山坡，目前尚未由人工引种栽培。